# Janny Sikazwe
Janny Sikazwe (Kapiri Mposhi, 26 de maio de 1979) é um árbitro de futebol zambiano que faz parte do quadro da FIFA desde 2007.

## Carreira
Janny Sikazwe foi árbitro do Campeonato Africano das Nações de 2015, e apitou as finais da Copa do Mundo de Clubes da FIFA de 2016 e do Campeonato Africano das Nações de 2017. Também esteve entre os árbitros da Copa do Mundo FIFA de 2018, na qual apitou as partidas entre Bélgica e Panamá, e Japão e Polônia.
Em 20 de novembro de 2018, foi suspenso provisoriamente pela Comissão Disciplinar da CAF na sequência da semifinal da Liga dos Campeões da CAF de 2018, entre o Espérance, da Tunísia, e o Primeiro de Agosto, de Angola, após um erro de arbitragem a favor do clube tunisiano. Ele foi acusado de corrupção, mas nega as acusações. As sanções contra ele foram retiradas pela FIFA em janeiro de 2019.
Durante o Campeonato Africano das Nações de 2021, Sikazwe se envolveu em uma polêmica enquanto apitava a partida entre Mali e Tunísia, pelo Grupo F do torneio, em Limbe. A equipe malinesa vencia o jogo por 1–0 quando o árbitro encerrou o jogo aos 40 minutos do segundo tempo, cinco antes do fim do prazo regulamentar. Ele voltou atrás após perceber o erro, expulsou o jogador malinês El Bilal Touré após este discutir com ele, e encerrou o confronto em definitivo poucos segundos antes dos 45 minutos do segundo tempo. Houve a suspeita de que Sikazwe não teria notado que havia esquecido de parar seu cronômetro na pausa para hidratação. A CAF ordenou que o jogo deveria ser retomado, com os minutos de acréscimo sob o comando do quarto árbitro, mas a equipe tunisiana se recusou a voltar ao campo e a vitória da seleção do Mali foi confirmada.
Sikazwe foi selecionado como um dos árbitros da Copa do Mundo FIFA de 2022.